# Wybory parlamentarne w Szwecji w 2002 roku
Wybory parlamentarne w Szwecji odbyły się 15 września 2002. Rządzący socjaldemokraci odnotowali wzrost poparcia, zaś mniejszościowy rząd Görana Perssona utrzymał się przy władzy.
Frekwencja wyborcza wyniosła 80,1%. Oddano 5 303 212 głosów ważnych oraz 82 218 (1,5%) głosów pustych lub nieważnych.

## Wyniki wyborów
| Lista                                          | Liczba głosów | % głosów | +/- % | Liczba mandatów | +/- |
| ---------------------------------------------- | ------------- | -------- | ----- | --------------- | --- |
| Szwedzka Socjaldemokratyczna Partia Robotnicza | 2 113 560     | 39,9     | +3,5  | 144             | +13 |
| Umiarkowana Partia Koalicyjna                  | 809,041       | 15,3     | -7,6  | 55              | -27 |
| Ludowa Partia Liberałów                        | 710 312       | 13,4     | +8,7  | 48              | +31 |
| Chrześcijańscy Demokraci                       | 485 235       | 9,1      | -2,7  | 33              | -9  |
| Partia Lewicy                                  | 444 854       | 8,4      | -3,6  | 30              | -13 |
| Partia Centrum                                 | 328 428       | 6,2      | +1,1  | 22              | +4  |
| Zieloni                                        | 246 392       | 4,6      | +0,1  | 17              | +1  |
| inni                                           | 165 390       | 3,1      |       | 0               |     |
| Razem                                          | 5 303 212     | 100      |       | 349             |     |